# Chargeback (contracargo)
Un chargeback o contracargo es una devolución de dinero al pagador de alguna transacción, especialmente una transacción con tarjeta de crédito.
Por lo general, el pagador es un consumidor. El contracargo revierte una transferencia de dinero desde la cuenta bancaria, línea de crédito o tarjeta de crédito del consumidor. El contracargo lo ordena el banco que emitió la tarjeta de pago del consumidor.
Los contracargos también ocurren en la industria de la distribución. Este tipo de contracargo ocurre cuando el proveedor vende un producto a un precio más alto al distribuidor que el precio que ha establecido con el usuario final. Luego, el distribuidor envía una devolución de cargo al proveedor para que pueda recuperar el dinero perdido en la transacción.

## Contracargos en Estados Unidos
El mecanismo de contracargo existe principalmente para proteger al consumidor. Los titulares de tarjetas de crédito emitidas en los Estados Unidos tienen derechos de reversión según la Regulación Z de la Ley de Veracidad en los Préstamos. Los titulares de tarjetas de débito de los Estados Unidos tienen garantizados los derechos de reversión por la Regulación E de la Ley de Transferencia Electrónica de Fondos. Derechos similares se extienden a nivel mundial, de acuerdo con las reglas establecidas por la asociación de tarjetas o red bancaria correspondiente.
Un consumidor puede iniciar una devolución de cargo comunicándose con su banco emisor y presentando una queja fundamentada con respecto a uno o más elementos de débito en su estado de cuenta. La amenaza de reversión forzosa de fondos brinda a los comerciantes un incentivo para brindar productos de calidad, un servicio al cliente útil y reembolsos oportunos, según corresponda. Las devoluciones de cargo también brindan un medio para revertir transferencias no autorizadas debido al robo de identidad. También pueden ocurrir como resultado de un fraude amistoso, donde la transacción fue autorizada por el consumidor, pero el consumidor luego intenta revertir los cargos de manera fraudulenta. Las reglas de devolución de cargo de cada asociación de tarjetas están disponibles en línea para inspección y revisión públicas. Comprenden un sistema para resolver disputas de transacciones entre titulares de tarjetas y comerciantes,  principalmente donde los problemas pueden resolverse basándose en pruebas documentales que inciden en la transacción. Las reglas prevén el arbitraje de cuestiones por parte de la asociación de tarjetas. Esto puede ocurrir cuando el emisor de la tarjeta genera un segundo contracargo (o "arbitraje") contra el comerciante, después de recibir la respuesta del comerciante al contracargo inicial. Normalmente, esto requeriría que el titular de la tarjeta refutara elementos de la respuesta del comerciante. El segundo contracargo da como resultado un segundo abono de la cuenta del titular de la tarjeta por los fondos en disputa, después de haber sido acreditados al comerciante con su respuesta al contracargo inicial. El único recurso del comerciante después del segundo contracargo es iniciar el arbitraje de la disputa por parte de la asociación de tarjetas. La tarifa por esto es del orden de $ 250, y el perdedor del arbitraje está obligado a pagar los costos del arbitraje.

## Códigos de motivo
Con cada devolución de cargo, el emisor selecciona y envía un código de motivo numérico. Esta retroalimentación puede ayudar al comerciante y al adquirente a diagnosticar errores y mejorar la satisfacción del cliente. Los códigos de motivo varían según la red bancaria, pero se dividen en cuatro categorías generales:
- Técnico: autorización vencida, fondos insuficientes o error de procesamiento bancario.
- Administrativo: Facturación duplicada, monto facturado incorrecto o reembolso nunca emitido.
- Calidad: el consumidor afirma no haber recibido nunca la mercancía prometida en el momento de la compra.
- Fraude: el consumidor afirma que no autorizó la compra o fue víctima de robo de identidad.

Una de las razones más comunes para un contracargo es una transacción fraudulenta. En este caso, se utiliza una tarjeta de crédito sin el consentimiento o la debida autorización del titular de la tarjeta. En algunos casos, un comerciante es responsable de los cargos impuestos fraudulentamente a un cliente. Las transacciones fraudulentas con tarjetas a menudo se originan en delincuentes que obtienen acceso a datos de tarjetas de pago seguros y establecen esquemas para explotar los datos. En los casos de transacciones con tarjeta no presente, el comerciante generalmente es responsable del contracargo y las tarifas asociadas. Después de la adopción de EMV (tarjetas con chip), los comerciantes que no se han actualizado a la tecnología EMV generalmente se vuelven responsables de las devoluciones de cargo recibidas (a menos que otros en la cadena de pago tampoco hayan actualizado) incluso en los casos en que antes de la adopción de EMV el comerciante no habría sido responsable.
Las devoluciones de cargo también pueden resultar de una disputa del cliente sobre los créditos del estado de cuenta. Por ejemplo, un cliente puede haber devuelto la mercancía a un comerciante a cambio de un crédito, pero el crédito nunca se registró en la cuenta. También puede surgir una disputa si un cliente no recibe los artículos que pagó o si los artículos no eran lo que esperaba. En estos ejemplos, el comerciante es responsable de otorgar crédito a su cliente y estaría sujeto a una devolución de cargo.
Otros tipos de contracargos están relacionados con problemas técnicos entre el comerciante y el banco emisor, por ejemplo, cuando a un cliente se le cobra dos veces por una sola transacción. Otras devoluciones de cargo están relacionadas con el proceso de autorización de una transacción con tarjeta de crédito, por ejemplo, si el banco emisor rechaza una transacción, pero aun así se realiza el cargo en la cuenta.

## Recurso comercial
Para las transacciones en las que el consumidor firmó la factura original, el comerciante puede disputar un contracargo con la ayuda de su banco adquirente. El adquirente y el emisor median en el proceso de disputa, siguiendo las reglas establecidas por la red bancaria o asociación de tarjetas correspondiente. Si el adquirente gana en la disputa, los fondos se devuelven al adquirente y luego al comerciante. Solo el 21% de las devoluciones de cargo presentadas a nivel mundial se deciden a favor del comerciante. El Informe de referencia de fraudes cibernéticos de 2014 encontró que solo el 60% de las devoluciones de cargo son disputadas por los comerciantes, y que los comerciantes tienen una tasa de éxito de aproximadamente el 41% con aquellos a los que sí representan.
Para abordar estos problemas de manera más eficaz, las empresas de tecnología han escrito código y desarrollado algoritmos que ayudan a los comerciantes a determinar si las devoluciones de cargo son legítimas o fraudulentas.

## Sanciones comerciales
El banco adquirente del comerciante acepta el riesgo de que el comerciante siga siendo solvente a lo largo del tiempo, ya que durante el contracargo tiene que devolver los fondos al titular de la tarjeta, y esa suma luego debe ser recibida de vuelta del comerciante y, por lo tanto, tiene un incentivo para estar interesado en los productos y prácticas del comerciante. Reducir las devoluciones de cargo de los consumidores es fundamental para este objetivo. Para fomentar el cumplimiento, los adquirentes pueden cobrar a los comerciantes una multa por cada devolución de cargo recibida. Los proveedores de servicios de pago, como PayPal, tienen una política similar. PayPal cobra $ 20 por cada devolución de cargo, cuando la transacción no está cubierta por la protección del vendedor (independientemente de si es la primera o no) y además retendrá la tarifa de transacción original.
Además, Visa y MasterCard pueden imponer sanciones severas a los bancos adquirentes que retengan comerciantes con alta frecuencia de contracargos. Los adquirentes suelen pasar esas multas directamente al comerciante. Los comerciantes cuyas proporciones se desvían demasiado del cumplimiento pueden generar multas de la asociación de tarjetas de $ 100 o más por devolución de cargo. Los proveedores de servicios comerciales pueden, en última instancia, negarse a proporcionar una cuenta para empresas con una tasa de devolución de cargo demasiado alta.

## Otros tipos
Las cuentas también pueden incurrir en reversiones de crédito en otras formas. Las reversiones de cajeros automáticos ocurren cuando se descubre que un sobre de depósito de cajeros automáticos tiene menos fondos que los representados por el depositante. Se realiza un contracargo para corregir el error. Esto podría deberse a un error de recuento o fraude intencional por parte del titular de la cuenta, o el sobre o su contenido podrían haberse perdido o robado.
Las devoluciones de cargo también ocurren cuando un error bancario acredita una cuenta con más fondos de los previstos. El banco realiza un contracargo para corregir el error. Si se produce un sobregiro y no se puede cubrir a tiempo, el banco podría demandar o presentar cargos penales. Cuando se realiza un depósito directo al titular de la cuenta equivocado o en una cantidad mayor a la prevista, se realiza un contracargo para corregir el error. Finalmente, las devoluciones de cargo también ocurren cuando el titular de una cuenta deposita un cheque o giro postal y el artículo depositado se devuelve debido a que no hay fondos suficientes, una cuenta cerrada o se descubre que es una falsificación, un robo, una alteración o una falsificación.
Los bancos pueden demandar a los titulares de cuentas o presentar cargos penales cuando se requieran devoluciones de cargo debido a una actividad fraudulenta y no haya fondos suficientes en la cuenta para cubrir las devoluciones de cargo.

## Base de datos negativa
Los comerciantes a veces mantienen un registro de los clientes que devuelven el cargo con regularidad, en una "base de datos negativa".